# Чала

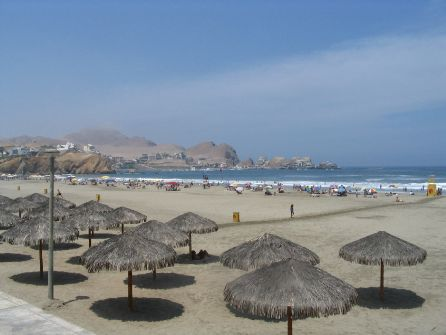
Пляж в окрузі Санта-Марія-дель-Мар, Ліма

Чала (ісп. Chala) або Коста (Costa) — один з восьми природних регіонів Перу, на які поділяється країна за Хавьєром Пульґаром Відалем. Складається з всього західного узбережжя країни від рівня моря до висоти 500 м, тобто шириною 50-100 км, включаючи також кілька тихоокеанських островів. Загальна площа регіону становить близько 10,7 % площі країни.
Цей регіон загалом дуже посушливий, загалом маючи вигляд пустель. На півночі вологість дещо збільшується, і пустелі переходять на сухі савани.
Різноманітна флора знаходиться біля річок та на території оаз, містячи такі дерева як Prosopis pallida і Parkinsonia aculeata, солестійкі трави Distichlis spicata, гігантські трави Arundo donax і Gynerium sagittatum, співтовариства мангрового лісу у затоках та гирлах річок. Деякі рослини ростуть на пагорбах регіону, наприклад Hymenocallis amancaes, дикі томати Cyphomandra betacea, «перуанська папая» Vasconcellea candicans і діві-діві (Caesalpinia spinosa). Значні райони зайняті під сільське господарство на зрошуваних землях.
Фауна узбережжя включає південноамериканських морських котиків (Otaria flavescens) та багато видів морських птахів. Далі від берега водяться південноамериканська лисиця, багато видів ящірок. Серед птахів багато голубів, в оазах та біля річок — чаплі, качки і фламінго.
| Перу | Це незавершена стаття з географії Перу. Ви можете допомогти проєкту, виправивши або дописавши її. |